# Pozzo di Palazzo Orsini

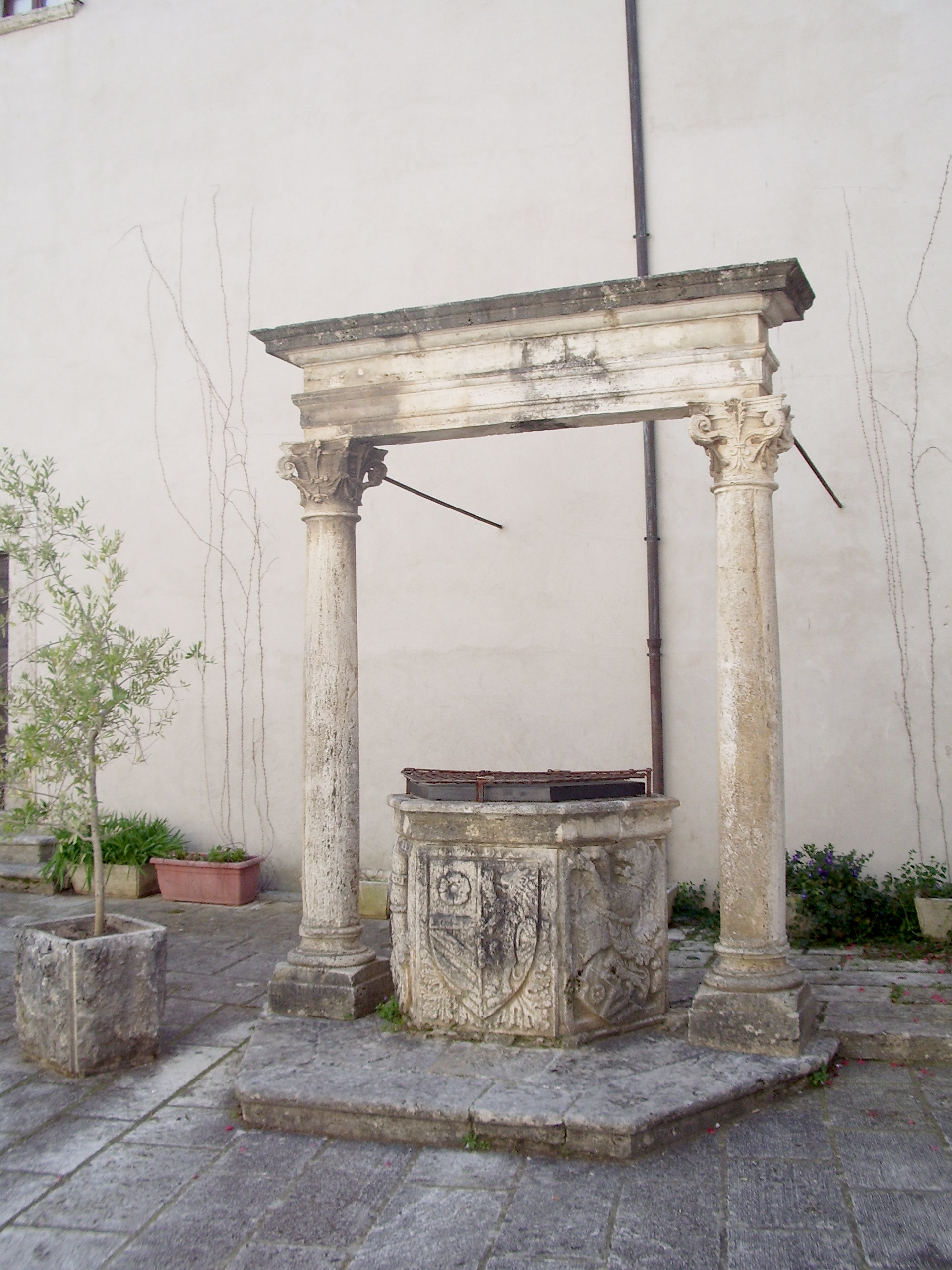
Il Pozzo di Palazzo Orsini

Il Pozzo di Palazzo Orsini è un pozzo monumentale di Pitigliano, situato nel cortile interno di Palazzo Orsini.

## Storia
Il pozzo-cisterna venne costruito nel corso del Cinquecento, nel medesimo periodo in cui venivano effettuati i lavori di ristrutturazione al palazzo, che contribuirono a conferire alla residenza degli Orsini un aspetto più imponente e fortificato di quello preesistente medievale.
Venne realizzata, infatti, un'ampia cisterna per la raccolta, la depurazione e la distribuzione dell'acqua, che si immagazzinava al suo interno nel corso di precipitazioni atmosferiche, che spesso hanno caratteri e distribuzioni irregolari nell'area in cui è situato il centro di Pitigliano.
Terminati i lavori di realizzazione della cisterna, questa venne interrata al di sotto del livello del cortile interno di Palazzo Orsini e, subito dopo, fu realizzato il pozzo di forma esagonale con decorazioni monumentali.
La realizzazione del pozzo-cisterna rendeva di fatto autonoma la residenza ursinea dal punto di vista dell'approvvigionamento idrico, rispetto a tutto il restante centro di Pitigliano che, da lì a poco, sarebbe stato servito dall'Acquedotto Mediceo, i cui lavori di realizzazione furono quasi coevi.

## Descrizione
Il Pozzo di Palazzo Orsini si presenta come un'opera architettonica monumentale in stile rinascimentale, poggiante su una base che delimita la sottostante cisterna interrata.
Al centro della base poggia il pozzo propriamente detto a sezione esagonale, le cui pareti laterali sono interamente e pregevolmente decorate da bassorilievi che raffigurano vari stemmi della famiglia Orsini, che in epoca cinquecentesca (periodo di realizzazione del pozzo) controllava in modo indiscusso la Contea di Pitigliano: tali bassorilievi conferiscono un aspetto elegante ad un'opera, le cui funzioni erano unicamente quelle dell'approvvigionamento idrico del complesso di Palazzo Orsini. Il bordo superiore del pozzo esagonale, privo di decorazioni, fu aggiunto in epoca posticcia.
L'eleganza decorativa del pozzo è ulteriormente esaltata dall'armonia della restante struttura, con le due colonne a sezione circolare che poggiano con le relative basi nella parte laterale della più ampia base della cisterna, proprio di fianco al pozzo propriamente detto. Le due colonne culminano nella parte alta nei rispettivi capitelli che rievocano l'ordine corinzio, sopra i quali trova appoggio il possente ma slanciato architrave.